# Buccinum strigillatum
Buccinum strigillatum är en snäckart som beskrevs av Dall 1891. Buccinum strigillatum ingår i släktet Buccinum och familjen valthornssnäckor.

## Underarter
Arten delas in i följande underarter:
- B. s. strigillatum
- B. s. fucanum

## Bildgalleri

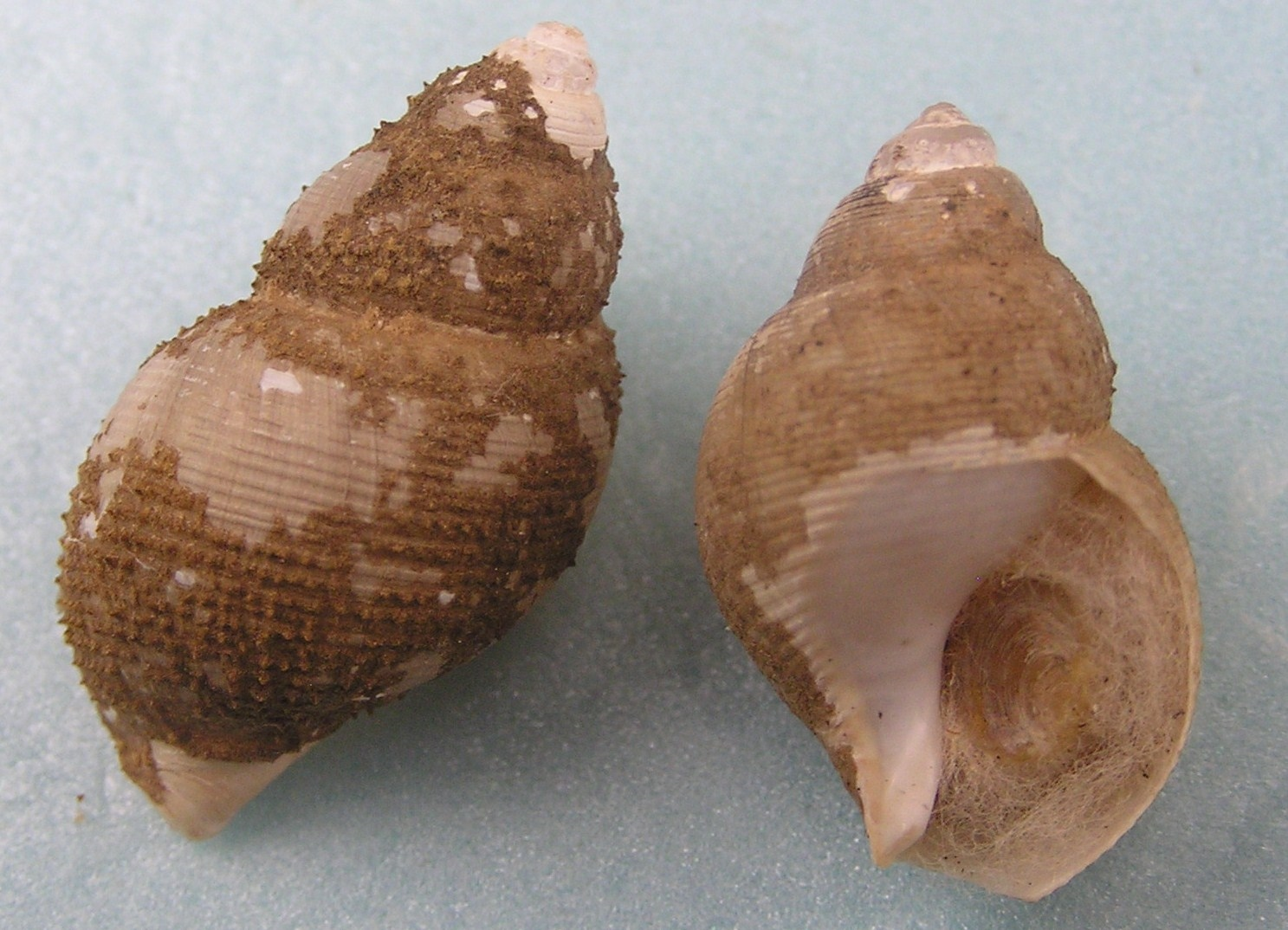